# Юрский период
Ю́рский пери́од (юра́) — средний (второй) период мезозойской эры. Начался 201,4 ± 0,2 млн лет назад, закончился около 145,0 млн лет назад. Продолжался, таким образом, около 56 млн лет. Комплекс отложений (горных пород), соответствующих данному возрасту, называется ю́рской систе́мой. В разных регионах планеты эти отложения различаются по составу, генезису, внешнему виду.
Впервые отложения данного периода были описаны в горах Юра́ (горный массив в Швейцарии и Франции); отсюда и произошло название периода. Отложения того времени довольно разнообразны: известняки, обломочные породы, сланцы, магматические породы, глины, пески, конгломераты, сформировавшиеся в разнообразнейших условиях.
Юрский период делится на три эпохи: раннюю, среднюю и позднюю. Точно так же в стратиграфии юрская система делится на нижнеюрский, среднеюрский и верхнеюрский отделы, также известные в Европе как лейас, доггер и мальм соответственно. Разделение термина «юрский» на три части возникло у Леопольда фон Буха.
В юрский период достигают расцвета такие группы животных, как динозавры, а также ихтиозавры, птерозавры и плезиозавры.

## Термин
Хроностратиграфический термин «юрский» напрямую связана с горным массивом Юра. Во время экскурсии по региону в 1795 году Александр фон Гумбольдт признал горный массив, в котором преобладают известняковые горы, как отдельное образование, которое не было включено в сложившуюся стратиграфическую систему, определённую Абраамом Готлобом Вернером, и в 1799 году назвал это «Юра-Калькштейн» («Известняк Юры»).
Тридцать лет спустя, в 1829 году, французский натуралист Александр Броньяр опубликовал обзор различных ландшафтов, составляющих земную кору. В этой книге Бронгньярт упоминает местности гор Юра как юрские ландшафты, таким образом, впервые придумав и опубликовав этот термин.
Название «Юра» происходит от кельтского корня йор через гальское иурис («лесистая гора»), которая, заимствованная из латинского языка как название места, превратилась в Юрию, наконец, Юру.
С начала 1990-х годов термин «юрский» популяризировался франшизой «Парк юрского периода», которая началась в 1990 году с одноимённого романа Майкла Крайтона и его экранизации, впервые выпущенной в 1993 году.

## Подразделение юрской системы
Юрская система подразделяется на 3 отдела и 11 ярусов:
| система                                                                     | отдел            | ярус          | Нижняя граница, млн лет |
| --------------------------------------------------------------------------- | ---------------- | ------------- | ----------------------- |
| Мел                                                                         | Нижний           | Берриасский   | 143,1 ±0,6              |
| Юра                                                                         | Верхняя (мальм)  | Титонский     | 149,2 ±0,7              |
| Юра                                                                         | Верхняя (мальм)  | Киммериджский | 154,8 ±0,8              |
| Юра                                                                         | Верхняя (мальм)  | Оксфордский   | 161,5 ±1,0              |
| Юра                                                                         | Средняя (доггер) | Келловейский  | 165,3 ±1,1              |
| Юра                                                                         | Средняя (доггер) | Батский       | 168,2 ±1,2              |
| Юра                                                                         | Средняя (доггер) | Байосский     | 170,9 ±0,8              |
| Юра                                                                         | Средняя (доггер) | Ааленский     | 174,7 ±0,8              |
| Юра                                                                         | Нижняя (лейас)   | Тоарский      | 184,2 ±0,3              |
| Юра                                                                         | Нижняя (лейас)   | Плинсбахский  | 192,9 ±0,3              |
| Юра                                                                         | Нижняя (лейас)   | Синемюрский   | 199,5 ±0,3              |
| Юра                                                                         | Нижняя (лейас)   | Геттангский   | 201,4 ±0,2              |
| Триас                                                                       | Верхний          | Рэтский       | больше                  |
| Деление и золотые гвозди в соответствии с IUGS по состоянию на декабрь 2024 |                  |               |                         |

### Палеогеографические события
213—145 миллионов лет назад единый суперконтинент Пангея начал распадаться на отдельные континентальные блоки. Между ними образовывались мелководные моря.

### Климат
Климат в юрском периоде был весьма изменчивым.
В тоарском веке ранней юры около 183 млн лет назад в результате извержений вулканов в атмосферу попало много углекислого газа, среднегодовая температура Земли выросла на 5 градусов, увеличилось количество осадков и смытых в океан минеральных веществ. Потребляющие растворенный в воде кислород водоросли и бактерии начали бурно размножаться, что привело к формированию чёрных сланцев — образующихся в бескислородных условиях осадочных пород, богатых органикой. Анализ изотопов кислорода 16O, 17O и 18O, содержащихся в зубной эмали динозавра Kaatedocus siberi показал, что в позднеюрский период (~150 млн л. н.) концентрация CO2 достигала 1200 ppm, а в современный период — около 400 ppm.
С ааленского по батский век климат был тёплым и влажным. Затем было оледенение, занявшее большую часть келловейского, оксфордский и начало киммериджского, а затем климат снова потеплел.

### Растительность
В юре огромные территории покрылись пышной растительностью, прежде всего разнообразными лесами. Они в основном состояли из папоротников и голосеменных.
Саговники — класс голосеменных, преобладавший в зелёном покрове Земли. Дожившие до наших дней современники динозавров, ныне они встречаются в тропиках и субтропиках. Внешне саговники настолько похожи на невысокие (до 10—18 м) пальмы, что даже Карл Линней поместил их в своей системе растений среди пальм.
В юрский период рощи гинкговых деревьев росли по всему умеренному поясу. Гинкго — листопадные (что необычно для голосеменных) деревья с кроной как у дуба и с небольшими веерообразными листьями. До наших дней сохранился только один вид — гинкго двулопастный.
Очень разнообразны были хвойные, похожие на современные сосны и кипарисы, которые процветали в то время не только в тропиках, но уже освоили и умеренный пояс. Папоротники постепенно исчезали.

### Морские организмы
По сравнению с триасом очень изменилось население морского дна. Двустворчатые моллюски вытесняют с мелководий брахиопод. Брахиоподовые ракушечники замещаются устричными. Двустворчатые моллюски заполняют все жизненные ниши морского дна. Многие перестают собирать пищу с грунта и переходят к прокачиванию воды с помощью жабр. Складывается новый тип рифовых сообществ, примерно такой же, как существует сейчас. Его основу составляют появившиеся в триасе шестилучевые кораллы.

### Наземные животные
Одним из ископаемых существ, сочетающих признаки птиц и рептилий, является археоптерикс. Впервые его скелет обнаружили в так называемых литографских сланцах в Германии. Находка была сделана через два года после выхода труда Чарльза Дарвина «Происхождение видов» и стала веским аргументом в пользу теории эволюции — изначально его посчитали переходной формой от рептилий к птицам. Но в дальнейшем было также предположено, что это была тупиковая ветвь эволюции, не связанная с настоящими птицами напрямую. Летал археоптерикс довольно плохо (планировал с дерева на дерево), а размером был примерно с ворону. Вместо клюва он имел пару зубастых, хотя и слабых челюстей. На крыльях его были свободные пальцы (из современных птиц они сохранились лишь у птенцов гоацинов).
В юрский период на Земле обитают мелкие, покрытые шерстью теплокровные животные, потомки пермских синапсид — млекопитающие. Они живут рядом с динозаврами и почти незаметны на их фоне. В юрском периоде произошло разделение млекопитающих на однопроходных, сумчатых и плацентарных. В озёрах и реках можно было найти многочисленных черепах..
Динозавры (лат. Dinosauria ← др.-греч. δεινός «страшный, ужасный; опасный» + σαύρα «ящер(ица)») были доминирующей группой на суше. Диапазон различий между ними настолько велик, что родственные связи между их видами устанавливаются с большим трудом. Встречались динозавры с размерами от кошки до кита. Разные виды динозавров могли передвигаться на двух или четырёх конечностях. Среди них были как хищники, так и травоядные животные. Из последних на юрский период пришелся расцвет завропод — диплодоков, брахиозавров, апатозавров, камаразавров. На завропод охотились крупные тероподы.
- Диплодок Карнеги
- Брахиозавр
- Апатозавр
- Цератозавр
- Псевдотрибос[англ.]